# Красинский, Юзеф Вавжинец
 Юзеф Вавжинец Мацей Красинский  (пол. Józef Wawrzyniec Krasiński; 10 августа 1783, Зегже — 14 октября/19 октября 1845, Краков) — польский дворянин, литератор и мемуарист, министр королевского двора Николая I Романова в 1830 году, сенатор-каштелян Царства Польского в 1829 году, майор Армии Герцогства Варшавского, масон.

## Биография
Представитель польского шляхетского рода Красинских герба «Слеповрон». Сын графа Казимира Яна Красинского (1725—1802) и Анны Оссолинской (1759—1809), дочери Александра Оссолинского (1725—1804) и Бенедикты Антонии Барбары Левендаль (1735—1778).
После начала восстания он переехал со своими родителями в Замостье, где он учился в течение двух лет в средней школе. В 1802 году поселился в родных Радзеевицах. Он ненадолго уехал учиться в Лейпцигский университет. С 1806 года служил в польской армии, добровольцем в 5-м пехотном полку. С 16 июня 1808 года возглавлял в чине майора администрацию Национальной гвардии в Варшаве. В 1810 организовал Национальную гвардию и военные переписи в краковском и радомском департаментах, 15 декабря 1811 года получил отставку из гвардии по собственному желанию, был назначен членом счетной комиссии, проверявшей военные счета. В 1812 году вернулся в армию и в качестве адъютанта генерала Карла Княжевича участвовал в войне против России. В августе 1812 года произведен в подполковники 1-го конного стрелкового полка. На стороне Кароля Княжевича, а затем Юзефа Зайончека участвовал в отступлении польских войск. В ходе боев за переправу через Березину он поднял с поля боя раненых Зайончека и Князевича и помог с их транспортировкой в Вильно. Вместе с Князевичем он прибыл в Зегже, а затем укрылся в Кракове и Галиции; 31 марта 1813 года получил окончательную отставку из армии. В 1816 году стал членом дирекции варшавских театров, а позже сенатором-каштеляном (с 1829) и вахмистром польского двора царя Николая I. Графский титул получил в 1820 году. Его избрали также маршалкомм Блонского сеймика, от которого избирался послом на сеймы 1820 и 1825 годов. В период Ноябрьского восстания в звании полковника командовал 1-м полком Национальной гвардии в Варшаве. После падения восстания уехал в Краков. Он разработал и издал путеводитель для путешественников в Польше и Краковской Республике, изданный в 1821 году. Он оставил после себя дневники с 1790 по 1831 год, напечатанные в Варшавской библиотеке.
25 января 1831 года Юзеф Красинский подписал акт о свержении с польского трона российского императора Николая I Павловича Романова.
Награжден Золотым Крестом Virtuti Militari в 1810 году и Кавалерским крестом Почетного легиона в 1812 году и орденом Святого Станислава первого класса в 1826 году.
61-летний Юзеф Вавжинец Красинский скончался в Кракове, похоронен в приходской церкви в Зегже.

## Семья
27 сентября 1809 года в Варшаве он женился на Эмилии Анне Марианне Оссолинской (22 июня 1790 — 13 января 1869), дочери Станислава Оссолинского (ок. 1760—1843) и Юзефы Морштын (1768—1815). У супругов было пятеро детей:
- Графиня Марианна Красинская (18 июля 1810 — 4 марта 1862), муж с 1833 года князь Казимир Лубенский (1801—1870)
- Граф Станислав Костка Алексей Казимир Красинский (16 июля 1811 — 25 июня 1849), женат с 1841 года на княгине Дорота Яблоновская (1820—1900)
- Граф Кароль Иоахим Красинский (17 сентября 1812 — 4 ноября 1870), женат с 1840 года на графине Амелии Лубенской (1816—1893)
- Графиня Паулина Людвика Эмилиана Красинская (28 июня 1816 — 9 декабря 1893), муж с 1844 года Людвик Горский (1818—1908)
- Граф Адам Генрик Каетан Красинский (24 декабря 1821 — 3 февраля 1903), женат с 1846 года на графине Каролине Мыцельской (1824—1912).